# Región de Quinara
La región de Quinara es una región administrativa en el oeste de Guinea-Bisáu. Su capital es la ciudad de Buba. Limita al norte con la región de Oio (separada de esta por el río Geba), al oeste con el océano Atlántico, al sur y sureste con la región de Tombali y al este con la Región de Bafatá. Frente a sus costas se encuentran las islas de la región de Bolama. Junto con las regiones de Bolama y Tombali forma la provincia de Sul (sur).

## Territorio y Población
La extensión de territorio de esta región abarca una superficie de 3.183 kilómetros cuadrados, mientras que la población se compone de unos 52.174 residentes (cifras del censo del año 2004). La densidad poblacional es de 16,4 habitantes por kilómetro cuadrado.

## Sectores
La región de Quinara se encuentra subdividida en unos cuatro sectores:
- Buba
- Empada
- Fulacunda
- Tite

- Datos: Q862617
- Multimedia: Quinara Region / Q862617